# Getik (Gegharkunik)
Getik (in armeno Գետիկ?, in passato Nor Bashgyugh) è un comune dell'Armenia di 491 abitanti (2009) della provincia di Gegharkunik, fondato nel 1922.